# Thọ (Phật giáo)
Trong Phật giáo, Vedanā (tiếng Pali, Sanskit: वेदना, tiếng Việt: Thọ hay Thụ) là một thuật ngữ cổ đại, được dịch theo ý nghĩa truyền thống là "cảm xúc" hoặc là "cảm giác". Một cách tổng quát, cảm thọ ám chỉ cho các cảm giác dễ chịu, cảm giác không dễ chịu, và cảm giác trung tính. Những cảm giác trên xuất hiện khi mà các cơ quan cảm thọ của chúng ta có sự tương tác với các đối tượng của các giác quan cùng với thức tương ứng.
Cảm thọ được xác định trong phương pháp giảng dạy của Đức Phật như sau:
- Một trong bảy tâm sở biến hành trong Vi Diệu Pháp/ A Tỳ Đàm của hệ phái Thượng Tọa Bộ.
- Một trong năm tâm sở biến hành trong Vi Diệu Pháp/ A Tỳ Đàm của hệ phái Đại Thừa.
- Một trong mười hai liên kiết trong học thuyết Duyên Khởi (trong cả truyền thống Thượng Tọa Bộ và Đại Thừa).
- Một trong các ngũ uẩn (trong cả truyền thống Thượng Tọa Bộ và Đại Thừa).
- Một trong các đối tượng để quán sát nằm trong phương pháp thực hành về bốn nền tảng của chánh định.

Trong ngữ cảnh của mười hai liên kết trong Duyên Khởi, sự tham ái và sự giữ chặt đối với các cảm thọ sẽ dẫn đến sự đau khổ. Một cách tương hỗ nhau, sự nhận thức một cách tập trung và sự thấu hiểu một cách xuyên suốt về cảm thọ có thể dẫn đến sự giác ngộ và sự chấm dứt các nguyên nhân gây ra sự đau khổ.

## Các định nghĩa về thọ

### Hệ phái Thượng Tọa Bộ (Theravada)
Tỳ kheo Bodhi nói rằng:
Cảm thọ là một loại tâm sở mà nó cảm nhận đối tượng. Đó là một kiểu thuộc về cảm xúc mà trong đó đối tượng được trải nghiệm. Trong tiếng Pali, từ vedanā (thọ) không biểu hiện cảm xúc (là cái thể hiện một hiện tượng phức tạp bao gồm nhiều tâm sở khác nhau xuất hiện một cách đồng thời), nhưng biểu hiện cái đặc tính cơ bản, đơn giản nhất thuộc về cảm xúc đối với một trải nghiệm, nghĩa là - hoặc là tính dễ chịu, tính đau đớn, hoặc là tính trung tính...